# Hans Sloane

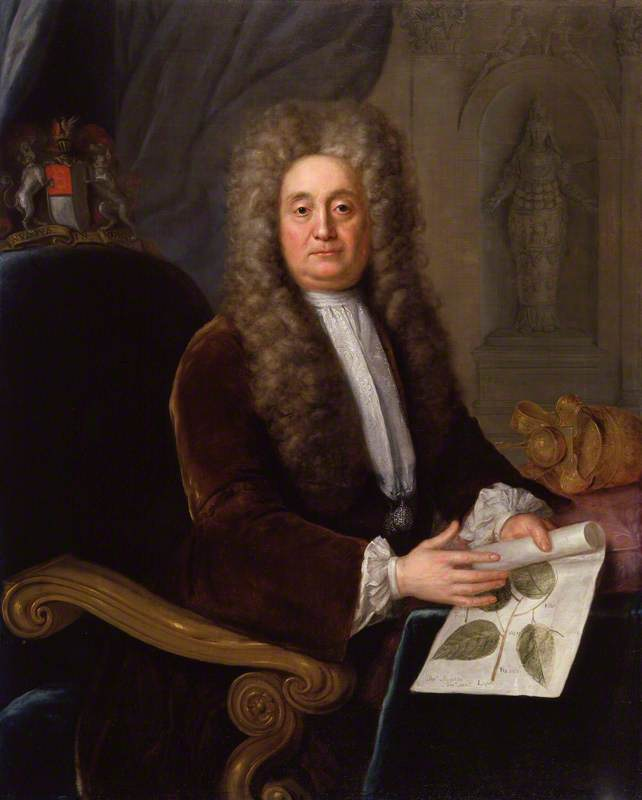
Hans Sloane

Sir Hans Sloane, 1. Baronet (* 16. April 1660 in Killyleagh; † 11. Januar 1753 in Chelsea) war ein britischer Arzt, Naturforscher und Sammler. Sein offizielles botanisches Autorenkürzel lautet „Sloane“.

## Leben und Wirken
Sloane war der siebte Sohn des protestantischen Verwalters Alexander Sloane († 1666) und dessen Frau Sarah Hicks. Die Familie stammte aus Schottland. Frühzeitig interessierte sich Sloane für Botanik und Naturgeschichte. Nach seiner schulischen Ausbildung begann er 1679 ein Studium der Medizin in London. Im Frühjahr 1683 wechselt Sloane für ein Jahr nach Paris. Dort studierte er Botanik bei Joseph Pitton de Tournefort und Anatomie bei Joseph-Guichard Duverney. Er wurde am 27. Juli 1683 an der Universität von Orange promoviert und setzte seine Studien in Montpellier bei Pierre Chirac und Pierre Magnol fort.
Ab 1687 unternahm Sloane als Angestellter von Christopher Monck, 2. Duke of Albemarle eine fünfzehnmonatige Forschungsreise nach Jamaika, wo er auch als Arzt auf einer Plantage arbeitete. Sloane behandelte hier auch den Freibeuter Henry Morgan. Er ließ zahlreiche einheimische Pflanzen sammeln, aber auch solche, die als Nahrungsmittel für Sklaven aus Westafrika importiert worden waren. Der Tod Albemarles unterbrach diese Arbeiten, Sloane balsamierte ihn ein und segelte am 16. März 1689 mit der Leiche und der Witwe zurück nach England. Am 2. November 1694 wurde Sloane Oberarzt von Christ's Hospital in London, wo er bis 1730 arbeitete. 1701 wurde Sloane von der University of Oxford zum Doktor der Medizin ernannt. 1712 wurde er Leibarzt von Königin Anne, später auch von Georg I. und Georg II., der ihn am 3. April 1716 zum Baronet ernannte. 1742 gab er seine Arzt-Praxis auf. Mangels männlicher Nachkommen erlosch sein Baronettitel bei seinem Tod 1753.
Sloane heiratete am 11. Mai 1695 Elizabeth Rose (geb. Langley), Witwe von Fulke Rose (1644–1694), die mehrere Zuckerrohrplantagen auf Jamaika mit in die Ehe brachte. Mit ihr hatte er drei Töchter und einen Sohn, von denen ihn nur zwei Töchter überlebten.

## Ehrungen
Am 21. Januar 1685 wurde Sloane zum Mitglied der Royal Society gewählt und 1727, in direkter Nachfolge von Isaac Newton, zu deren Präsidenten ernannt. 1699 wurde er korrespondierendes und 1709 auswärtiges Mitglied (associé étranger) der Académie royale des sciences. 1752 wurde er zum auswärtigen Mitglied der Göttinger Akademie der Wissenschaften gewählt.
Carl von Linné benannte ihm zu Ehren die Gattung Sloanea der Pflanzenfamilie Elaeocarpaceae. Pieter Cramer benannte den ausgestorbenen jamaikanischen Schmetterling Urania sloanus nach Sloane, Bloch und Schneider den Viperfisch Chauliodus sloani.
Nach ihm benannt ist auch der Sloane Square.

## Sammlungen
Hans Sloane war ein leidenschaftlicher Sammler. Er veranlasste eigene Sammlungen und kaufte bestehende Sammlungen auf, zum Beispiel von:
- Jakob Breyne
- William Charlton (1642–1702)
- Nehemiah Grew
- Paul Hermann
- Engelbert Kaempfer
- Christopher Merret
- James Petiver
- Leonard Plukenet[10]

Neben seinem umfangreichen Herbarium umfasst seine Sammlung Insekten, Fossilien, Steine, Münzen, Gemälde sowie Antiquitäten aus Ägypten, Peru, Nordamerika sowie dem Orient. Als sein Haus in  No. 3 Bloomsbury Place zu klein für die Sammlung wurde, kaufte er auch das Nachbarhaus (No. 4) an. 1742 zog er mit seiner Sammlung nach Chelsea (später Cheyne Walk) um. Kurz vor seinem Tod 1753 verfasste er ein ausführliches Testament, in dem er seine Sammlungen und Besitztümer aufteilte. 71.000 Gegenstände fielen an das British Museum und bildeten den Grundstock seiner Sammlungen. Seine Bibliothek, unter anderem die Tagebücher vieler zeitgenössischer Bukaniere und Freibeuter, vermachte er der Library of the British Museum. Sie bildet heute die Sloane Collection der British Library. Sein Herbarium befindet sich im Museum of Natural History.

## Black Lives Matter
Zu Sloanes Vermögen trugen Einnahmen aus den jamaikanischen Zuckerrohrplantagen seiner Ehefrau bei. Erst im Zuge der Black-Lives-Matter-Bewegung wurde thematisiert, dass er dort Sklaven für sich arbeiten ließ. Mit deren elenden Lebensbedingungen war er durch seinen Aufenthalt in Jamaika wohl vertraut, seine Sammlung enthielt unter anderem eine Sklavenpeitsche. Er selber drohte Sklaven Folter an, um sie von „vorgeblichen“ Krankheiten zu heilen.
Eine Büste Sloanes wurde 2020 vom British Museum von ihrem Sockel entfernt und ist seither im erklärenden Kontext des British Empires in der Abteilung über die Aufklärung ausgestellt.

## Schriften (Auswahl)
- Catalogus Plantarum quae in Insula Jamaica sponte proveniunt. D. Brown, London 1696 (Digitalisat).
- A Voyage to the Islands Madera, Barbados, Nieves, S. Christophers and Jamaica with the Natural History. 2 Bände, London 1725 Band 1 1707, Band 2.
- Pharmacopoeia Collegii regalis medicorum Londinensis. 4. Auflage, Knaplock, London 1721 (online) – als Herausgeber des vollständig überarbeiteten Arzneibuchs von 1618.